# Arcidiocesi di Cuttack-Bhubaneswar
L'arcidiocesi di Cuttack-Bhubaneswar (in latino Archidioecesis Cuttackensis-Bhubanesvarensis) è una sede metropolitana della Chiesa cattolica in India. Nel 2021 contava 75.275 battezzati su 13.540.000 abitanti. È retta dall'arcivescovo John Barwa, S.V.D.

## Territorio
L'arcidiocesi comprende i distretti di Boudh, Cuttack, Kandhamal, Kendrapara, Khordha, Jagatsinghpur, Jajpur, Nayagarh e Puri nello stato di Orissa in India.
Sede arcivescovile è la città di Cuttack, dove si trova la cattedrale del Santissimo Rosario. A Bhubaneswar si trova la procattedrale di San Vincenzo de' Paoli.
Il territorio si estende su 32.440 km² ed è suddiviso in 38 parrocchie.

### Provincia ecclesiastica
La provincia ecclesiastica di Cuttack-Bhubaneswar, istituita nel 1974, si estende all'intero stato dell'Orissa e comprende le seguenti suffraganee:
- la diocesi di Sambalpur,  eretta nel 1951;
- la diocesi di Balasore, eretta come prefettura apostolica nel 1968, elevata al rango di diocesi nel 1989;
- la diocesi di Berhampur, eretta nel 1974;
- la diocesi di Rourkela, eretta nel 1979;
- la diocesi di Rayagada, eretta nel 2016.

## Storia
La missione sui iuris di Cuttack fu eretta il 18 luglio 1928 con il breve Apostolatus officium di papa Pio XI, ricavandone il territorio dalla diocesi di Vizagapatam (oggi arcidiocesi di Visakhapatnam).
La missione sui iuris fu elevata a diocesi il 1º giugno 1937 con la bolla Si catholicum nomen dello stesso papa Pio XI. Originariamente suffraganea dell'arcidiocesi di Madras, il 19 settembre 1953 in forza della bolla Mutant res di papa Pio XII entrò a far parte della provincia ecclesiastica di Ranchi.
Il 25 luglio 1960, con la lettera apostolica Qui Servatorem, papa Giovanni XXIII proclamò San Vincenzo de Paoli patrono principale della diocesi.
Il 20 giugno 1957 e il 16 giugno 1966 furono rivisti i confini con la vicina diocesi di Visakhapatnam (oggi arcidiocesi).
Il 24 gennaio 1974 ha ceduto una porzione del suo territorio a vantaggio dell'erezione della diocesi di Berhampur e in forza della bolla Quamvis munus di papa Paolo VI la diocesi è elevata al rango di arcidiocesi metropolitana e ha assunto il nome attuale.
Nel 2008 l'arcidiocesi è stata al centro di violenti attacchi anticristiani fomentati da gruppi integralisti indu, in seguito ai quali quasi 300 chiese sono state date alle fiamme e oltre 50.000 persone hanno dovuto fuggire abbandonando le loro case. Dopo il Gujarat, lo Stato di Orissa è il secondo territorio in cui si attua la Hindutva, la più diffusa forma di nazionalismo indiano e di estremismo induista, alimentata dalla disinformazione della casta Sanghparivar e dai suoi tentativi di ascesa al potere politico-religioso.

## Cronotassi dei vescovi
Si omettono i periodi di sede vacante non superiori ai 2 anni o non storicamente accertati.
- Valeriano Guemes Rodríguez, C.M. † (2 luglio 1929 - 1932 dimesso)[7]
- Florencio Sanz Esparza, C.M. † (11 novembre 1932 - 4 marzo 1948 dimesso[8])
- Pablo Tobar Gonzáles, C.M. † (10 marzo 1949 - 18 aprile 1971 deceduto)
  - Sede vacante (1971-1974)
- Henry Sebastian D'Souza † (24 gennaio 1974 - 29 marzo 1985 nominato arcivescovo coadiutore di Calcutta)
- Raphael Cheenath, S.V.D. † (1º luglio 1985 - 11 febbraio 2011 ritirato)
- John Barwa, S.V.D., dall'11 febbraio 2011

## Statistiche
L'arcidiocesi nel 2021 su una popolazione di 13.540.000 persone contava 75.275 battezzati, corrispondenti allo 0,6% del totale.
| anno | popolazione | popolazione | popolazione | presbiteri | presbiteri | presbiteri | presbiteri                | diaconi | religiosi | religiosi | parrocchie |
| anno | battezzati  | totale      | %           | numero     | secolari   | regolari   | battezzati per presbitero | diaconi | uomini    | donne     | parrocchie |
| ---- | ----------- | ----------- | ----------- | ---------- | ---------- | ---------- | ------------------------- | ------- | --------- | --------- | ---------- |
| 1950 | 12.500      | 4.900.000   | 0,3         | 24         | 3          | 21         | 520                       |         | 21        | 42        | 6          |
| 1969 | 46.862      | 7.620.000   | 0,6         | 72         | 32         | 40         | 650                       |         | 55        | 77        | 22         |
| 1980 | 24.277      | 7.387.000   | 0,3         | 35         | 29         | 6          | 693                       |         | 7         | 84        | 19         |
| 1990 | 33.271      | 8.780.000   | 0,4         | 57         | 34         | 23         | 583                       |         | 35        | 158       | 19         |
| 1999 | 49.391      | 9.935.372   | 0,5         | 80         | 50         | 30         | 617                       |         | 41        | 163       | 30         |
| 2000 | 49.391      | 9.935.372   | 0,5         | 80         | 50         | 30         | 617                       |         | 41        | 163       | 30         |
| 2001 | 52.000      | 9.935.372   | 0,5         | 84         | 55         | 29         | 619                       |         | 45        | 167       | 31         |
| 2002 | 58.196      | 9.935.372   | 0,6         | 92         | 59         | 33         | 632                       |         | 59        | 160       | 31         |
| 2003 | 59.775      | 11.500.000  | 0,5         | 90         | 55         | 35         | 664                       |         | 64        | 182       | 31         |
| 2004 | 61.378      | 11.500.000  | 0,5         | 84         | 51         | 33         | 730                       |         | 58        | 194       | 32         |
| 2006 | 62.985      | 11.580.000  | 0,5         | 115        | 70         | 45         | 547                       |         | 91        | 181       | 34         |
| 2013 | 65.621      | 12.718.000  | 0,5         | 131        | 77         | 54         | 500                       |         | 98        | 200       | 36         |
| 2016 | 70.200      | 12.824.000  | 0,5         | 144        | 90         | 54         | 487                       |         | 88        | 200       | 36         |
| 2019 | 70.300      | 13.264.000  | 0,5         | 147        | 75         | 72         | 478                       |         | 92        | 224       | 37         |
| 2021 | 75.275      | 13.540.000  | 0,6         | 159        | 88         | 71         | 473                       |         | 95        | 215       | 38         |